# Ahone
Ahone era o deus principal e criador da tribo Powhatan, um dos povos dos Estados Unidos, e também relacionado com os índios algonquinos, na região leste da Virgínia. Segundo a lenda tribal, Ahone criou o mundo à semelhança de um disco chato, dispondo a tribo Powhatan em seu centro. Ele era considerado, ainda, como um deus sem ligações com a humanidade e não pedia oferendas ou sacrifícios como os outros deuses.